# Go-Sakuramači

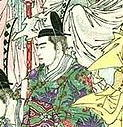
Go-Sakuramači

Go-Sakuramači (後桜町天皇; Go-Sakuramači Tennó; 23. září 1740, Kjóto – 24. prosince 1813, tamtéž) byla japonskou císařovnou od 15. září 1762 do 9. ledna 1771, kdy dobrovolně abdikovala ve prospěch svého synovce, pozdějšího císaře Go-Momozona. Go-Sakuramači byla 117. japonským císařem v souladu s tradičním pořadím posloupnosti.. Prozatím je poslední japonskou císařovnou (z osmi – Suiko, Kógjoku/Saimei, Džitó, Gemmei, Genšó, Kóken/Šótoku, Meišó a Go-Sakuramači), která kdy usedla na Chryzantémový trůn.
Go-Sakuramači byla druhou dcerou japonského císaře Sakuramačiho. Její starší sestra zemřela a její mladší bratr se stal císařem Momozonem.
V roce 1762 souhlasila s dekretem císaře Momozona, že usedne prozatím na japonský trůn místo prince Hidehita, kterému tehdy bylo pouhých pět let. V devátém roce své vlády, v roce 1770, dobrovolně abdikovala ve prospěch
prince Hidehita, který se stal císařem Go-Momozonem. Jeho vláda ale netrvala dlouho, císař zemřel již v roce 1779. Největším problémem ale bylo, že císař neměl mužského potomka. Poté emeritní císařovna Go-Sakuramači společně s radou starších a císařskými strážemi jednala o tom, kdo bude následníkem trůnu. Nakonec bylo ujednáno, že císařem se stane princ Morohito, vzdálený příbuzný vládnoucího rodu, kterého císař adoptoval před svou smrtí.
Go-Sakuramači zemřela v roce 1813 ve věku 73 let.